# Melloina santuario
Melloina santuario – gatunek pająka z rodziny Paratropididae.
Gatunek ten został opisany w 2013 roku przez Rogério Bertaniego na podstawie 6 okazów (w tym dojrzałej parki) odłowionych w 2000 roku w jaskini El Santuario w pobliżu Barbacoas.
Dorosły samiec ma 6,3 mm długości i 5,24 mm szerokości karapaksu, natomiast u dorosłej samicy wymiary te wynoszą odpowiednio: 6,12 i 4,57 mm. Barwa okazów przechowywanych w alkoholu jest czerwonobrązowa z szarym wierzchem opistosomy i jasnym jej spodem. Karapaks ma nieco wyniesioną część głowową, niewyraźne bruzdy tułowiowe i płytkie, proste dołki. Ośmioro oczu rozmieszczonych są na nim w dwóch rzędach, z których przedni jest wygięty w przód a tylny nieco w tył. Brak nadustka, zaś warga dolna wyposażona jest w drobne guzki (ang. cuspules), których jest 71 u samca i 77 u samicy. Szczękoczułki mają długie kły jadowe i ząbki na przedniej krawędzi członu nasadowego, których u samca jest 16 i 17, a u samicy 16 i 15, odpowiednio na lewym i prawym. Dwie przednie pary odnóży samca mają rządki 4–5 kolców na stopach. Nogogłaszczki samca o cymbium złożonym z dwóch niepodobnych części, gruszkowatym bulbusie, a embolusie bardzo długim, zwężającym się i nitkowato zakończonym. 
Pająk endemiczny dla Wenezueli, znany wyłącznie z jaskini w lokalizacji typowej.